# Скшипачовиці
Скшипачовиці (пол. Skrzypaczowice) — село в Польщі, у гміні Лонюв Сандомирського повіту Свентокшиського воєводства.
Населення — 354 особи (2011).
У 1975—1998 роках село належало до Тарнобжезького воєводства.

## Демографія
Демографічна структура на день 31 березня 2011 року:
|          | Загалом | Допрацездатний вік | Працездатний вік | Постпрацездатний вік |
| -------- | ------- | ------------------ | ---------------- | -------------------- |
| Чоловіки | 173     | 36                 | 120              | 17                   |
| Жінки    | 181     | 40                 | 99               | 42                   |
| Разом    | 354     | 76                 | 219              | 59                   |